# Аль-Саккаф, Надя
Надя Абдулазиз Аль-Саккаф (араб. نادية عبد العزيز السقاف‎; род. 8 марта 1977, Йемен) — бывший йеменский министр и политик. С 2005 по 2014 год она была главным редактором Yemen Times, а затем стала первой женщиной-министром информации Йемена. После переворота в 2015 году она бежала из Йемена и стала независимой исследовательницей в области политики, СМИ, развития и гендерных исследований в Соединённом Королевстве. В 2011 году Аль-Саккаф выступила на TED с популярной речью «Посмотрите на Йемен моими глазами» — она набрала более 3 миллионов просмотров.

## Ранняя жизнь и образование
Аль-Саккаф родилась в марте 1977 года в семье Азизы и Абдулазиза Аль-Саккафа. Её отец был преподавателем экономики в Университете Саны, основателем Арабской организации по правам человека, а в 1990 году он основал Yemen Times, первую независимую англоязычную газету страны. У Аль-Саккаф два брата и одна сестра.
У Аль-Саккаф степень бакалавра технических наук в области компьютерных наук индийского Технологического института Бирлы, степень магистра наук в области управления информационными системами британского Стерлингского университета и степень доктора философии в области политологии Редингского университета. Она была студенткой-членом Amnesty International.

## Карьера
Аль-Саккаф работала системным аналитиком в Арабском экспертном центре консультирования и систем. В июле 2000 года она присоединилась к Yemen Times в качестве переводчицы и репортёра. Отец Аль-Саккаф умер в 1999 году, попав под машину, Аль-Саккаф и её брат считают, что он был убит за противодействие режиму президента Али Абдаллы Салеха. В сентябре 2000 года она стала помощницей редактора.
Аль-Саккаф в 2003 году работала в гуманитарной программе Оксфам. В марте 2005 года она стала главным редактором Yemen Times. В 2011 году во время Арабской весны в Йемене Аль-Саккаф и её сотрудники участвовали в протестах с требованием отставки Салеха и сыграли значительную роль в освещении йеменской революции в мире. Аль-Саккаф — член Йеменского синдиката журналистов и Международного синдиката журналистов. Она выступает за права женщин, успешно набирает журналисток, чтобы обеспечить гендерный баланс в штате газеты, и публикует статьи о калечащих операциях на женских половых органах.
В 2012 году она запустила Radio Yemen Times, вещающей десять часов в день в качестве альтернативы государственным СМИ FM-радиостанцию, которая стала первой в Йемене бесплатной общественной платформой для выражения мнений. В 2014 году она запустила Radio Lana, первое общественное радио на юге Йемена.
Аль-Саккаф в 2014 году была назначена министром информации при премьер-министре Халеде Баха. 20 января 2015 года, когда боевики-хуситы ворвались в столицу и взяли под контроль все средства массовой информации, Аль-Саккаф сообщила о перевороте в твиттере. Позже она сказала: «Я чувствовала себя больше репортёром, чем министром информации. В тот момент я не была напугана, но испугалась потом, когда поняла последствия. Мое имя было везде. За один день у меня появилось на 20 000 подписчиков в Twitter». В мае 2015 года Аль-Саккаф жила в изгнании в Эр-Рияде в качестве члена международно признанного правительства Йемена, стремящегося восстановить власть президента Абд-Раббу Мансура Хади.
Аль-Саккаф — директор Форума Йемен 21, неправительственной организации по развитию, базирующейся в Сане.
Она заместитель председателя Национального комитета, ответственного за мониторинг реализации результатов Конференции по национальному диалогу.

## Награды и почести
В 2006 году Аль-Саккаф стала первым лауреатом премии Джебрана Туени, присуждаемой Всемирной газетной и новостной ассоциацией и газетой «Ан-Нахар» в Бейруте. В том же году она от имени Yemen Times получила премию Free Media Pioneers Award от Международного института прессы в Вене. В 2013 году она получила премию Oslo Business for Peace Award, которую выбирают лауреаты Нобелевской премии по экономике и миру и которая вручается лидерам частного сектора, «продемонстрировавшим преобразующие и позитивные изменения посредством этических методов ведения бизнеса». В 2013 году Би-би-си признала её одной из 100 женщин года. Всемирный экономический форум выбрал её в качестве одного из выдающихся молодых мировых лидеров 2015 года.

## Публикации
- Al-Sakkaf, Nadia. Yemen's Women and the Quest for Change: Political Participation after the Arab Revolution. Friedrich Ebert Stiftung (октябрь 2012).

## Личная жизнь
Аль-Саккаф замужем за иорданцем, у них двое детей.